# Femi Kuti (album)
Az 1995-ös Femi Kuti Femi Kuti nigériai zenész nagylemeze. Szerepel az 1001 lemez, amit hallanod kell, mielőtt meghalsz című könyvben.

## Közreműködők
- Obinna Ajuzigwe – basszusgitár, háttérvokál
- Jude Amarikowa – dob, háttérvokál
- Yemi Folarin – altszaxofon
- Alan R. Gregorie – hangmérnök
- Cfosa Igvineweka – ritmusgitár, háttérvokál
- Femi Kuti – producer, altszaxofon, baritonszaxofon, szopránszaxofon, ének
- Sola Anikulapo Kuti – kulcsok, ének
- Yeni Anikulapo Kuti – csörgődob, ének
- Gbenga Laleye – szárnykürt, háttérvokál
- Otolorin Laleye – szárnykürt, ütőhangszerek, trombita, háttérvokál
- Andy Lyden – producer
- Josh Milan – szintetizátor
- Gbenga Ofisesan – konga, ütőhangszerek
- Tiwalade Ogunlowo – harsona, háttérvokál
- Adeyinka Osindeinde – tenorszaxofon, háttérvokál
- Alaba Otomewo – maracas, marimba, ének
- Herb Powers – mastering
- Timmy Regisford – keverés
- Dele Sosimi – billentyűk, Korg M1, szintetizátor, háttérvokál
- Junke Yusuf – ének

## Fordítás
Ez a szócikk részben vagy egészben a Femi Kuti (album) című angol Wikipédia-szócikk ezen változatának fordításán alapul.  Az eredeti cikk szerkesztőit annak laptörténete sorolja fel. Ez a jelzés csupán a megfogalmazás eredetét és a szerzői jogokat jelzi, nem szolgál a cikkben szereplő információk forrásmegjelöléseként.